# Kaō Ninga

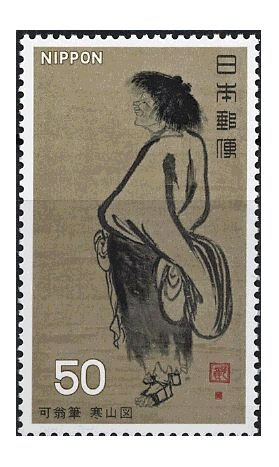
Porträt des Kanzan

Kaō Ninga (japanisch 可翁 仁賀; tätig in der ersten Hälfte des 14. Jahrhunderts) war ein japanischer Maler.

## Leben und Wirken
Kaō Ninga hinterließ herausragende Werke in Tuschemalereien von Personen, die taoistisch oder buddhistisch tätig waren – „Dōshaku jimbutsu ga“ (道釈人物画). Auf den meisten seiner Werke ist „Kaō“ und „Ninga“ in Rot eingeprägt, daher ist es sicher, dass er „Kaō Ninga“ genannt wurde. 
Zu Kaōs Werdegang gibt es jedoch verschiedene Theorien. Ein typisches Beispiel ist die Annahme, dass Kaō ein Maler der „Takuma-Schule“ war, die sich in der Kamakura-Zeit mit dem Malen buddhistischer Gemälde befasste. Das hängt damit zusammen, dass Maler der Takuma-Schule im Laufe der Jahre das Zeichen „ga“ (賀) in ihren Namen verwendet haben. Auch Kaō Ninga gehörte daher wohl zu dieser Schule.
Daneben gibt es Kaō, einen hochrangiger Priester aus der Provinz Chikuzen, der die Lehren von Nanpo Jōmyō (南浦 紹明; 1235–1309), einem Priester der Rinzai-Richtung des Buddhismus weiterführte, nach China der Yuan-Dynastie reiste und als Kaō Sōnen (可翁 宗然; ?–1345) bekannt ist. Es gibt die Annahme, dass es sich um dieselbe Person handelt. Allerdings handelt es sich bei keinem der erhaltenen Kaō-Gemälde um ausdrücklich buddhistische Gemälde, sie zeigen ausgeprägte Zen-Techniken. Letztlich ist die Annahme, dass Kaō Ninga und Kaō Sōnen dieselbe Person waren, aufgrund der fantasievollen Natur und Ähnlichkeit der Gemälde sehr wahrscheinlich. 
Allerdings gibt es in der Biographie von Kaō Sōnen keine Aufzeichnungen über Gemälde, und die Bedeutung des „Ninga“-Siegels bleibt unklar, was weiterhin ein Problem darstellt. Zu den repräsentativen Werken gehören „Kensu Oshō zu“ (蜆子和尚図) im Nationalmuseum Tokio, „Kanzan-zu“ (寒山図) und „Chikujaku-zu“ (竹雀図) im Kunstmuseum Yamato Bunkakan in Nara, die alle Zen-Geist zeigen.